# Акімецешть
Акімецешть, Акімецешті (рум. Achimețești) — село у повіті Алба в Румунії. Входить до складу комуни Аврам-Янку.
Село розташоване на відстані 336 км на північний захід від Бухареста, 68 км на північний захід від Алба-Юлії, 74 км на південний захід від Клуж-Напоки, 139 км на північний схід від Тімішоари.

## Населення
За даними перепису населення 2002 року у селі проживали 36 осіб, усі — румуни. Усі жителі села рідною мовою назвали румунську.